# 科德利埃修道院

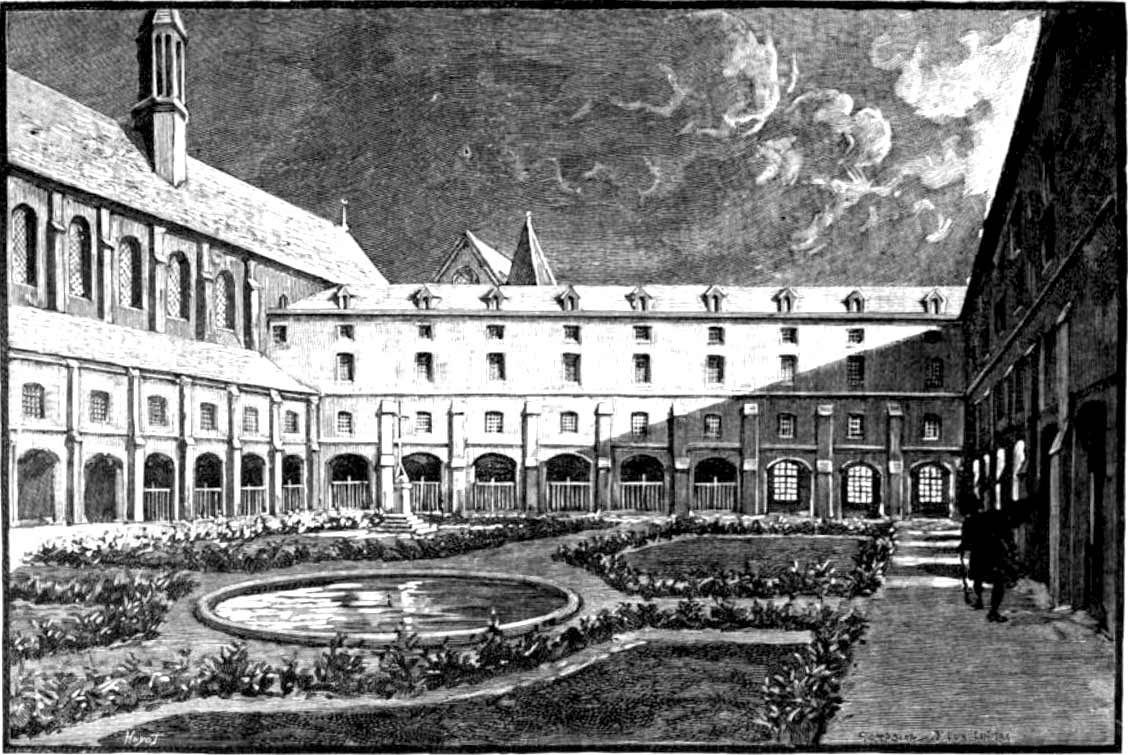
1793年的科德利埃修道院

科德利埃修道院（Couvent des Cordeliers）是法国巴黎的一座古老的中世纪修道院。由路易九世创立。位于巴黎第六区的圣米歇尔大道、拉辛街（rue Racine0和rue de l'École-de-Médecine之间。
法国大革命期间，科德利埃俱乐部在此举行了第一次会议，因而得名。
“科德利埃”是在法国对方济各会Observantist派的称呼。
现在入驻这座建筑的是医学院的迪皮特朗博物馆（Musée Dupuytren，解剖学）。
48°51′02″N 02°20′28.69″E / 48.85056°N 2.3413028°E